# Emil Cooper
Emil Cooper, ros. Эмиль Альбертович Купер Emil Albertowicz Kuper (ur. 1 grudnia?/13 grudnia 1877 w Chersoniu, zm. 16 listopada 1960 w Nowym Jorku) – rosyjski dyrygent pochodzenia angielskiego.

## Życiorys
Ukończył konserwatorium w Odessie, następnie w latach 1891–1893 uczył się w Wiedniu u Josefa Hellmesbergera Sr., Roberta Fuchsa i Arthura Nikischa. Uzupełniające studia muzyczne odbył w Moskwie u Siergieja Taniejewa. Początkowo występował jako skrzypek, później działał jako dyrygent w Kijowie, Odessie, Charkowie i Rostowie nad Donem. W 1909 roku poprowadził w Moskwie prapremierowe wykonanie Złotego kogucika Nikołaja Rimskiego-Korsakowa. W latach 1909–1914 dyrygował zespołem Ballets Russes Siergieja Diagilewa w Paryżu i Londynie. Z zespołem tym wykonał m.in. Borysa Godunowa Modesta Musorgskiego z Fiodorem Szalapinem w roli głównej oraz Chowańszczyznę w wersji uzupełnionej przez Igora Strawinskiego i Maurice’a Ravela. W 1914 roku dyrygował w Paryżu prawykonaniem Słowika Igora Strawinskiego. W latach 1910–1919 był dyrygentem moskiewskiego Teatru Bolszoj. Poprowadził rosyjskie premiery Pietruszki Igora Strawinskiego (1915) oraz Pierścienia Nibelunga i Śpiewaków norymberskich Richarda Wagnera. W 1920 roku został dyrygentem Teatru Opery i Baletu w Piotrogrodzie.
W 1922 roku wyemigrował z Rosji. W następnych latach dyrygował w Rydze (1924–1926) i Paryżu (1926–1928). Od 1929 do 1932 roku był dyrygentem Civic Opera w Chicago. W latach 1932–1939 ponownie przebywał w Paryżu, a od 1939 do 1944 roku w Chicago. Od 1944 do 1950 roku był dyrygentem Metropolitan Opera w Nowym Jorku, gdzie poprowadził nowojorską premierę Petera Grimesa Benjamina Brittena (1948). Od 1950 roku prowadził Opera Guild w Montrealu.